# Канал Ельба — Гафель

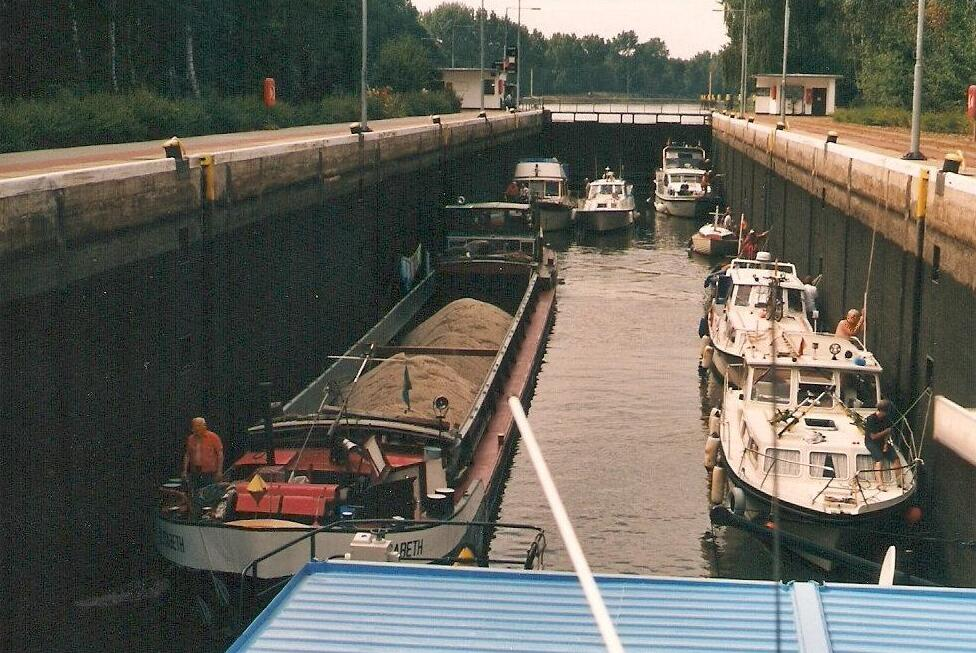
Шлюз Zerben, вид із заходу

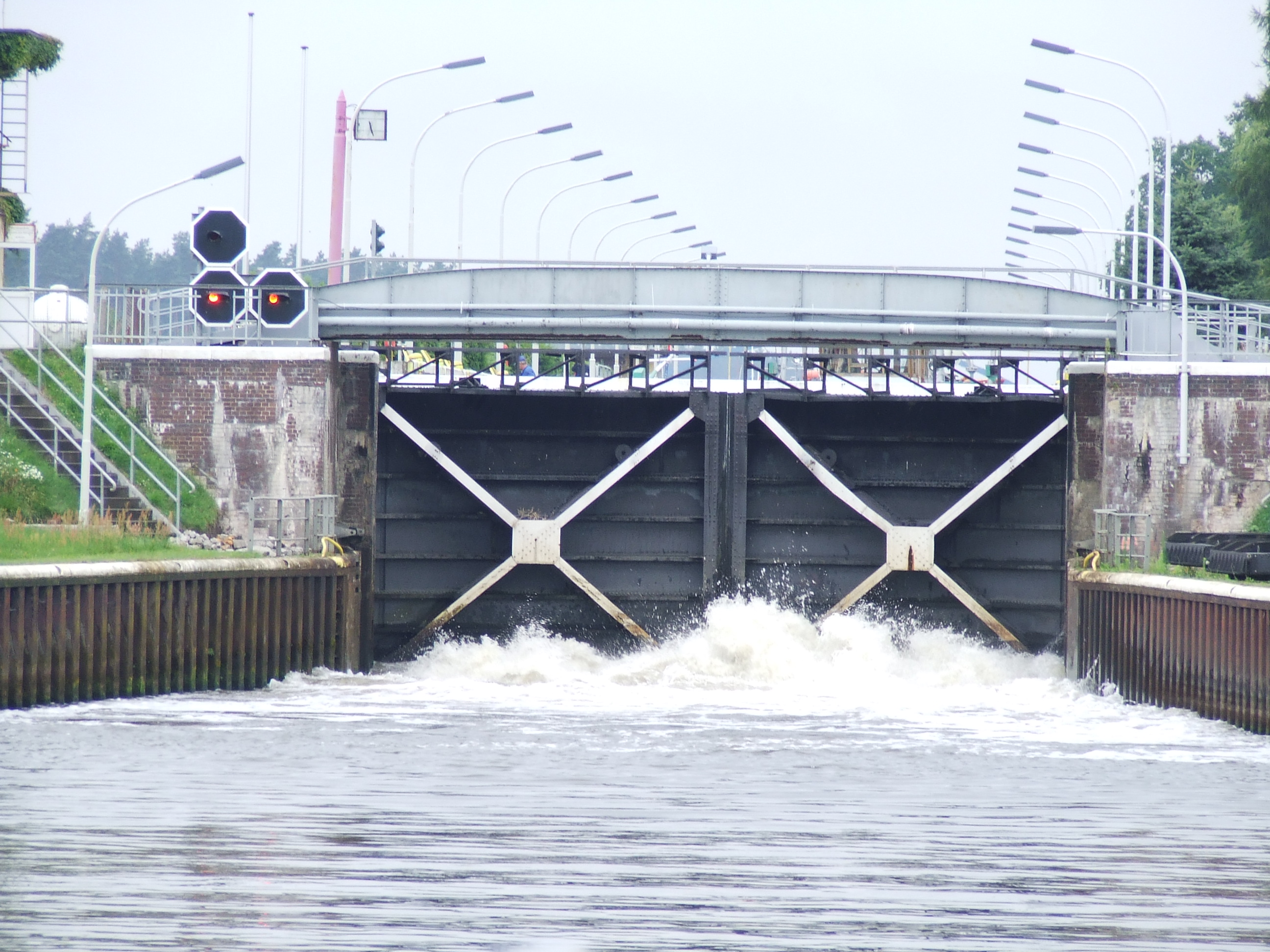
Шлюз Wusterwitz

52°23′33″ пн. ш. 12°22′55″ сх. д. / 52.3925° пн. ш. 12.381944444444° сх. д.
Канал Ельба — Гафель (нім. Elbe-Havel-Kanal) — водний шлях, довгобуд, починаючи з XVIII століття. Його прототип було побудовано в середині XVIII століття — Плауер-канал (Plauer Kanal). Другий сегмент — Ihlekanal. Нинішня назва Ельба — Гафель була вперше використана в 1920 році. З'єднання із Середньонімецьким каналом, відбулося в 1934 році. Довжина — 56 км.
Канал починається на 326-му кілометрі водного шляху захід-схід на шлюзі Hohenwarthe, де закінчується внутрішній канал, який з'єднує Середньонімецький канал через акведук над Ельбою і закінчується в гирлі озера Вендзєє на 379-му кілометрі шляху. Має два з'єднання з Ельбою: 326 км + 0,5 км (шлюз Niegripp) і 351 км + 3,5 км (шлюз Parey).

## Шлюзи
- Шлюз Hohenwarthe, двокамерний, останній на Середньонімецькому каналі.
- Шлюз Niegripp, 326 км + 0,5 км, довжина 165 м, ширина 12 м, висота 1,5—5,0 м, шлюзом канал з'єднується з Ельбою. Під час високої води на Ельбі шлюз закритий.
- Шлюз Zerben, 345,3 км, довжина 225 м, ширина 12 м, висота 3,5—6,0 м.
- Шлюз Parey, 351 км + 3,5 км, довжина 147 м, ширина 8,2 м, висота 1,0—5,0 м, шлюзом канал з'єднується з Ельбою. Під час високої води на Ельбі шлюз закритий.
- Шлюз Wustterwitz, 377 км, довжина 225 м, ширина 12 м, висота 5,5—5,0 м.

## Дивись також
- Магдебурзький водний міст
- Канал (гідротехніка)
- Шлюз (гідротехніка)
- Канал Дортмунд — Емс